# Nikia Deveaux
Nikia Deveaux (ur. 28 września 1985 r.) – bahamska pływaczka, uczestniczka igrzysk olimpijskich, a także Igrzysk Panamerykańskich w Rio de Janeiro.
Dziewiętnastoletnia Deveaux wzięła udział w jednej konkurencji pływackiej podczas XXVIII Letnich Igrzysk Olimpijskich w 2004 roku w Atenach. Na dystansie 50 metrów stylem dowolnym wystartowała w piątym wyścigu eliminacyjnym. Z czasem 27,36 zajęła w nim siódme miejsce, a ostatecznie, w rankingu ogólnym, uplasowała się na czterdziestym piątym miejscu.